# Windia windi
Windia este un gen de fluturi din familia Hesperiidae. Genul este monotipic și conține o singură specie, Windia windi. 